# Phoxomeloides
Phoxomeloides är ett släkte av skalbaggar. Phoxomeloides ingår i familjen Cetoniidae.
Kladogram enligt Catalogue of Life:
| Phoxomeloides | \| \| Phoxomeloides bella \| \| \| \| \| \| Phoxomeloides circumscripta \| \| \| \| \| \| Phoxomeloides gedyei \| \| \| \| \| \| Phoxomeloides laticincta \| \| \| \| |
|               | \| \| Phoxomeloides bella \| \| \| \| \| \| Phoxomeloides circumscripta \| \| \| \| \| \| Phoxomeloides gedyei \| \| \| \| \| \| Phoxomeloides laticincta \| \| \| \| |
|               | Phoxomeloides bella |
|               | |
|               | Phoxomeloides circumscripta |
|               | |
|               | Phoxomeloides gedyei |
|               | |
|               | Phoxomeloides laticincta |
|               | |